# Zerynthia rumina
Zerynthia rumina là một loài bướm ngày thuộc họ Papilionidae. It là một widespread species in Tây Ban Nha và frequents most habitats.

## Phân bố
Bắc Phi, Bán đảo Iberia peninsular và miền nam Pháp.

## Hình ảnh

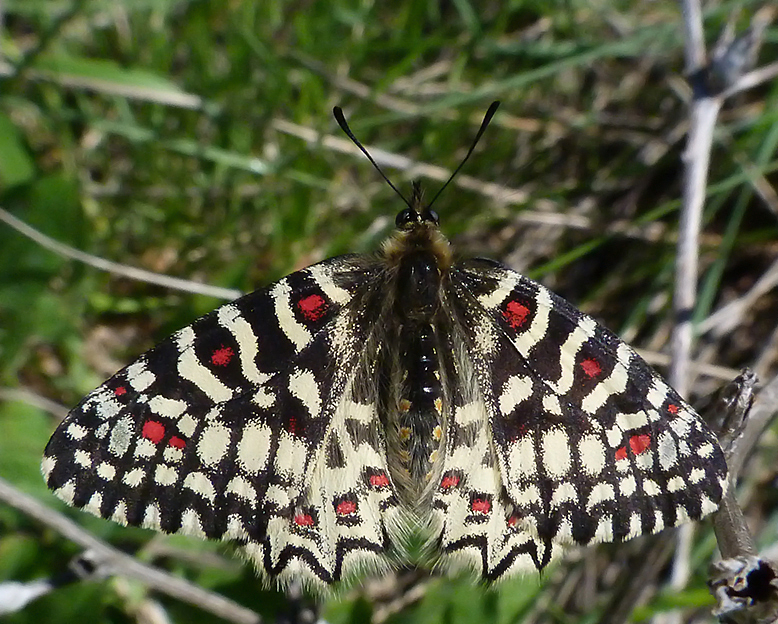
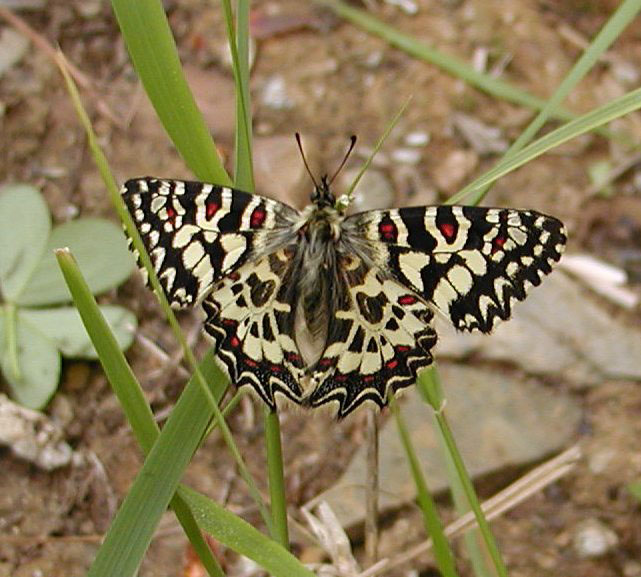
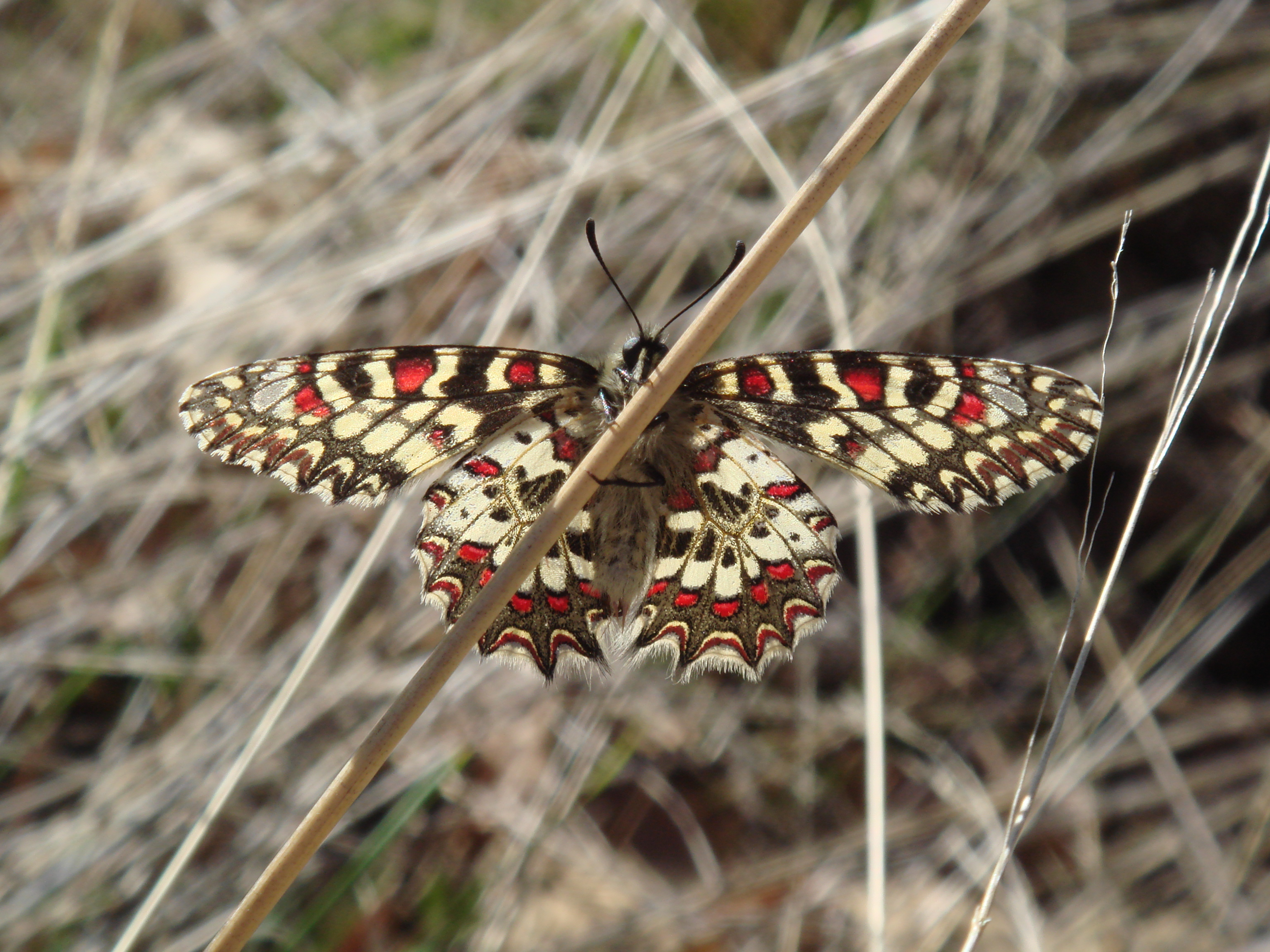
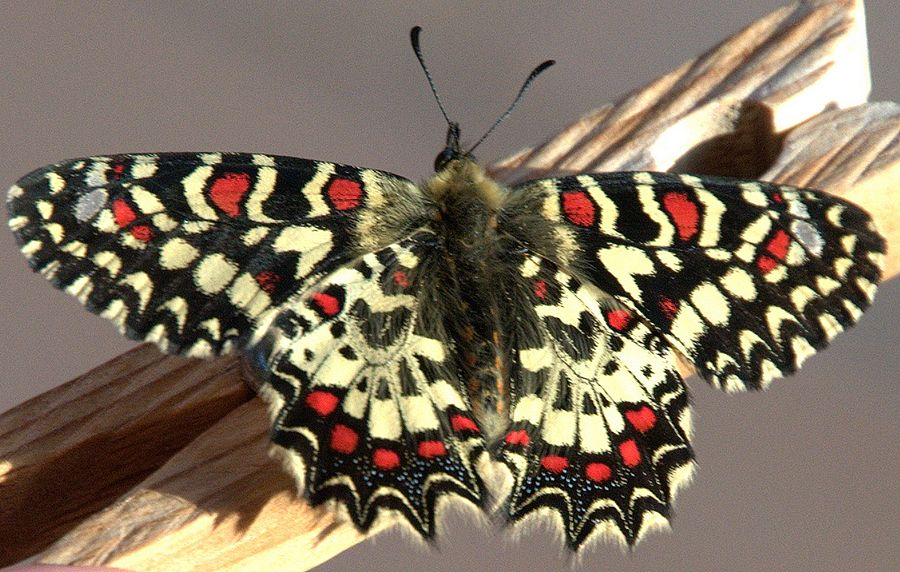
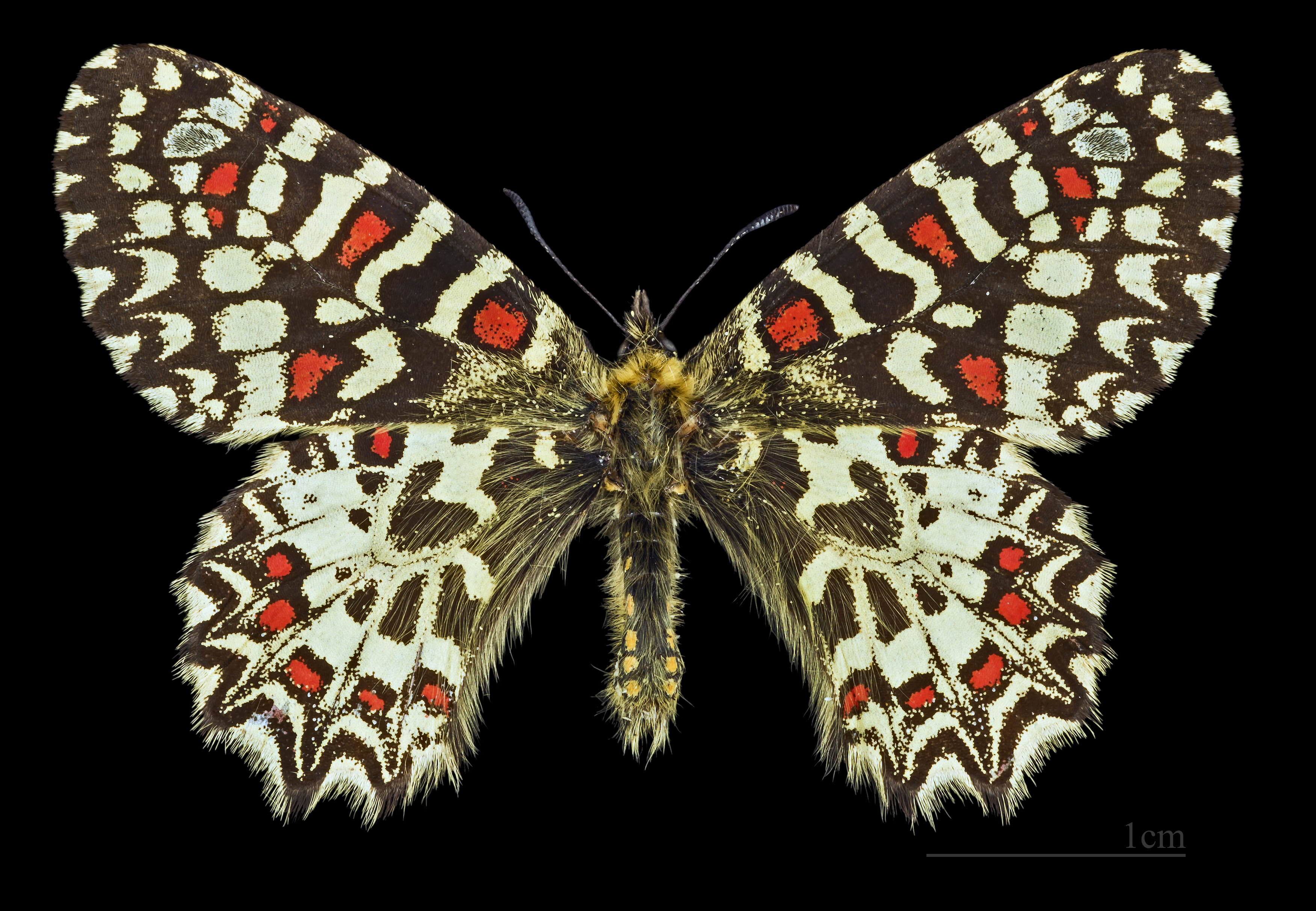
♂
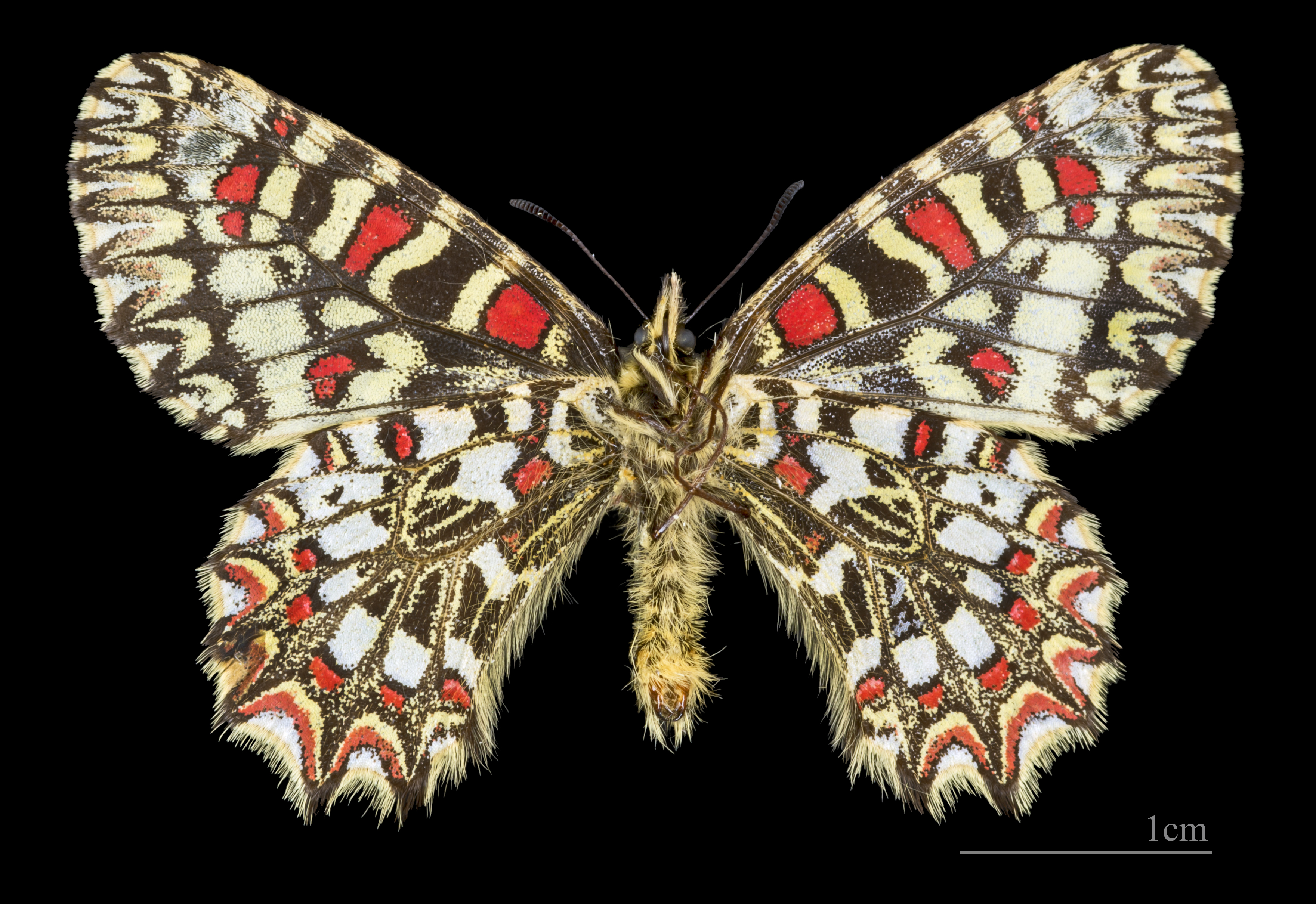
♂ △
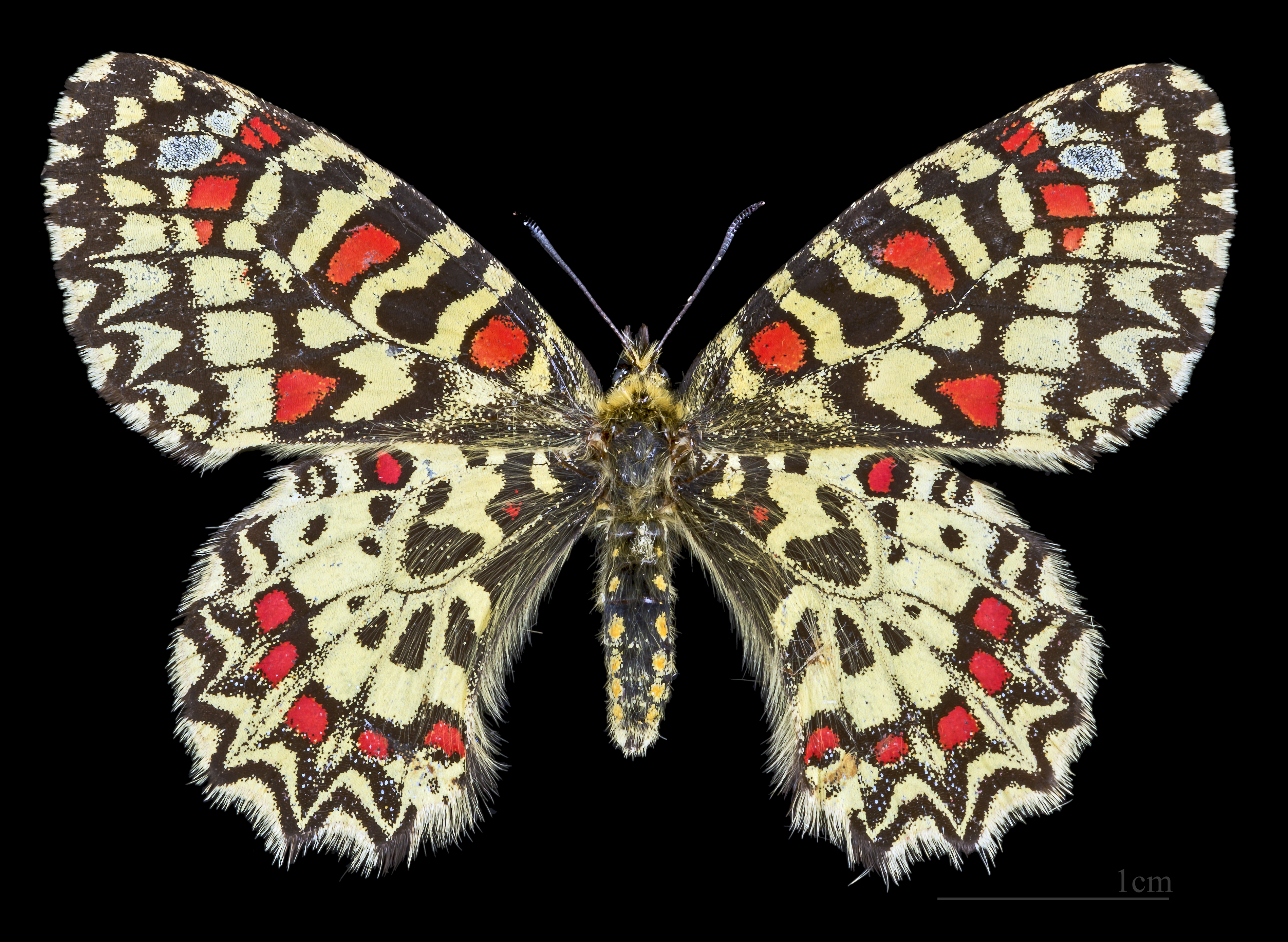
♀
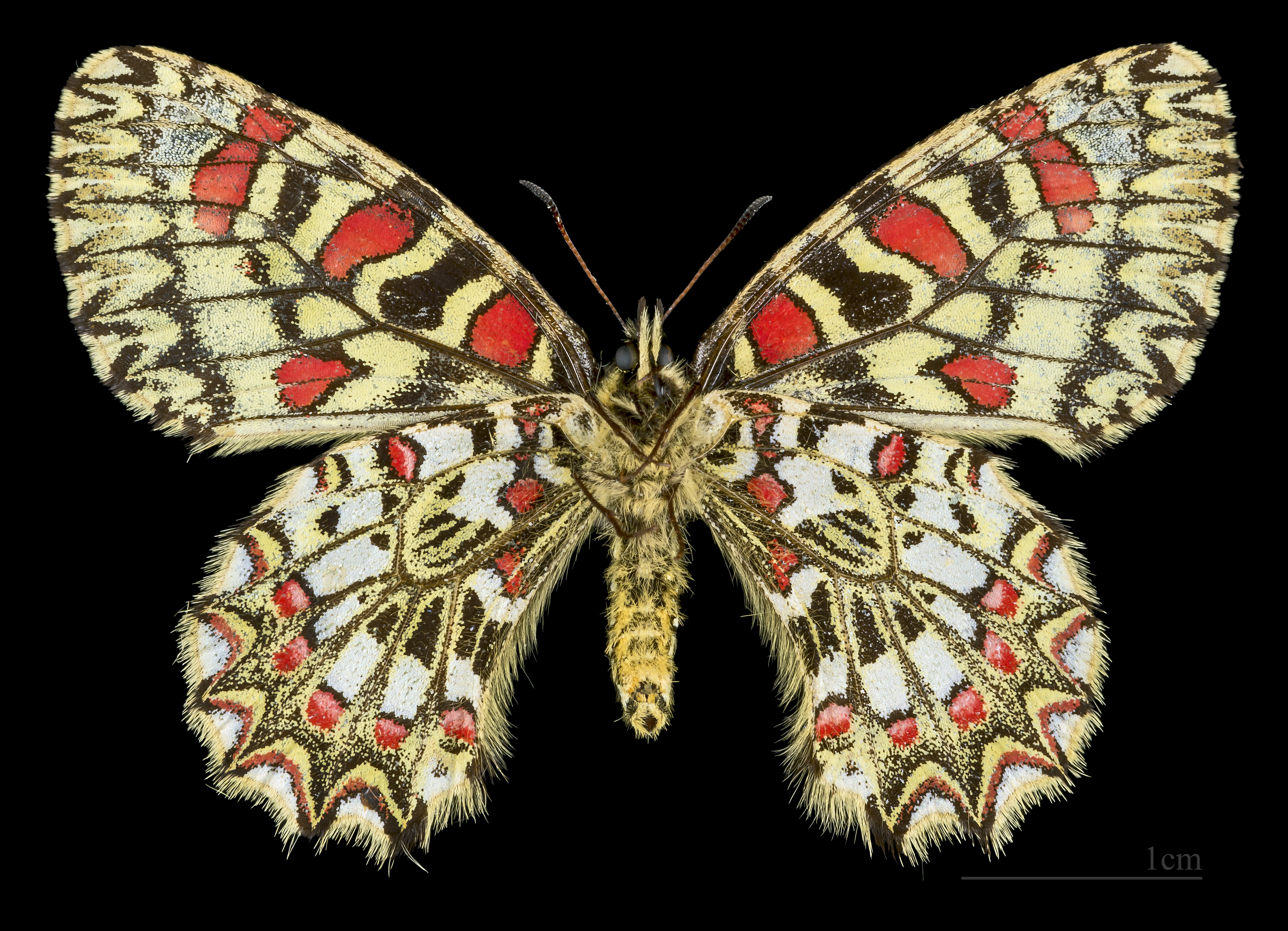
♀ △
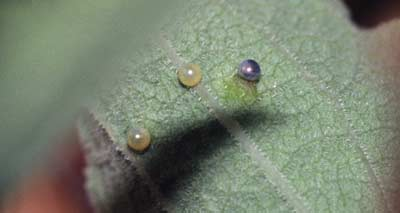
Eggs
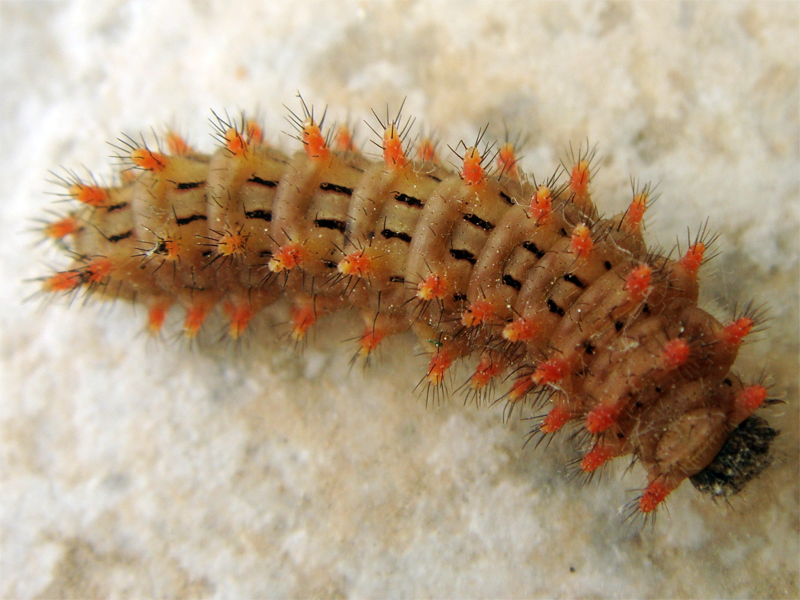
Caterpillar